# 12143 Гарвіт
12143 Гарвіт (12143 Harwit) — астероїд головного поясу, відкритий 24 вересня 1960 року.
Тіссеранів параметр щодо Юпітера — 3,560.